# 龍馬プロジェクト
龍馬プロジェクト（りょうまプロジェクト）は、日本の地方議員らによる超党派の政策提言・実現のための団体。政党に擬した組織を持ち、総務省にも政治団体として届出をし、政治資金収支報告書の報告を行っている。

## 概要
2010年6月に吹田市議会議員の神谷宗幣を中心に発足。20歳代〜40歳代までの政治家を中心に構成されており、2017年4月現在は約200名の議員・首長が活動中とされている。各種の研修会や塾を開いたり、地方政治家の発掘・連携を目指して選挙で候補者を公認・支援する活動も行っている。経済の停滞、年金をはじめとした社会保障への不安、生活保護のあり方、若者の就職難、後を絶たない残虐な犯罪、我が子に対する虐待などといった問題に対して地方議員が想いをすり合せ、政策提言し、実現していくことを目的としている。
会長の神谷による「結成の想い」には「純粋に国益を考え奔走する、若く行動力のある政治家」を坂本龍馬になぞらえ、「現代の下級武士とも言える我々地方議員が、坂本龍馬の如く全国を飛び回り、草の根活動で想いある青年を探し、政治の世界に引っ張っていくこと、そして地方でくすぶっている可能性ある政治家に声をかけ繋げていくことで、国民の信頼を受け止められる政治集団を超党派で作ろう」というのが龍馬プロジェクトであると表現されている。名前に「龍馬」を冠するなど、歴史用語を多用しているが、公式サイトにある「龍馬プロジェクトの想い」などにも諸所に「独立自尊の精神」「敬神崇祖の心」と言った語句が並び、復古主義的な性格が見られる。
自由民主党所属議員や林英臣政経塾の塾生らが中心となっている。
2020年3月、神谷らは政治団体の参政党を設立した。参政党は2022年7月の第26回参議院議員通常選挙で得票率2%を上回って1議席を獲得し、神谷が当選。法制度上の政党要件を満たす国政政党となった。
2022年12月、神谷が約12年間務めた龍馬プロジェクトの会長を退任。神谷は退任の理由について同会は地方議員中心の会であり、参議院議員が会長を務めることは趣旨に反することや、自身が会長を続けることで超党派の龍馬プロジェクトが参政党と同一視されることを避ける意図があったと説明した。

## 政策
「マニフェスト」にあたる政策の基本事項は「国是十則」と呼ばれ、「地方議員でも国のあり方を考えた国家ビジョンを持つべきだ」という考え方の下、皇室、憲法、教育、国防、資源、政治、経済、国土、安心、暮らしの10項目について基本方針を示している。

## メンバー

### 役員
- 会長  - 石川勝（吹田市議会議員）
  - 副会長 - 村松一希（東京都議会議員）、林祐作（北海道議会議員）、下田寛（佐賀県議会議員）

- 事務局
  - 幹事長 - 高岩勝人（前金沢市議会議員）
  - 副幹事長 - 日高章（愛知県議会議員）、溝口幸治（熊本県議会議員）、倉掛賢裕（大分市議会議員）

- 総務局
  - 総務局長 - 竹内太司朗（元守口市議会議員）
  - 総務局次長 - 海老克昌（元富山県議会議員）
- 女性部会
  - 部長 - 神谷直子（高浜市議会議員）、鷹羽琴美（大府市議会議員）
  - 副部長 - 中島和代（長久手市議会議員）

### 首長会
- 長野恭紘（別府市長） - 会長
- 松尾崇（鎌倉市長）
- 中山義隆（石垣市長）
- 松岡隼人（人吉市長）
- 千代松大耕（泉佐野市長）
- 南出賢一（泉大津市長）
- 中村健（西尾市長）
- 鈴木慎也（木古内町長）
- 橋爪政吉（志摩市長）
- 草地博昭（磐田市長）
- 宮橋勝栄（小松市長）
- 藤井浩人（美濃加茂市長）
- 小池友妃子（碧南市長）
- 福井崇郎  (福津市長)

### 国会議員参与
- 神谷宗幣（参政党・参議院議員）
- 大岡敏孝（自由民主党・衆議院議員）
- 杉田水脈（自由民主党・衆議院議員）

2025年6月現在。

## その他
- 2014年3月-6月にかけ、クラウドファンディングサイトのShooting Starで『古事記の紙芝居をつくって、全国の神社に寄贈し、地域の寺子屋を開催!』というプロジェクトへの出資を呼び掛け、サポーター80人から計1,155,981円の支援を集めた[9]。

## 関連図書
- 龍馬プロジェクト―超党派の若手政治家たちが日本再興の大きなうねりを創りだす! - 龍馬プロジェクト〔編著〕（2010年、カナリア書房・刊、ISBN 978-4778201647）